# Радановац
Радановац (мађ. Radanovác) је насеље у општини Суботица. По попису из 2002. године има 2.062 становника. Удаљен је 6 km од Суботице, у правцу Палића, поред магистралног пута Суботица-Хоргош.
Географске координате Радановца су: северна географска ширина од 46° 6' 58’’, и источна географска ширина од 19° 44' 10’’. Шифра географског имена (GeoNameID) је 3338801.
Са севера се граничи са МЗ Граничар, са западне стране са МЗ Мали Радановац, са јужне стране са МЗ Нови Град, и са источне стране са МЗ Палић.

## Географија

### Географски положај
Насеље се налази на североисточном делу општине Суботица. Простире се на површини од 571,53 хектара.
Налази се на самој граници Суботичко-хоргошке пешчаре и Бачке лесне заравни.

### Клима
Насеље се налази у подручју које има карактеристике континенталне климе коју чине: оштре зиме, топла лета и нестабилност падавина по количини и временском распореду.

### Земљиште
У северном делу насеља се јављају песковита земљишта. Овај песак је посебно погодан за производњу висококвалитетног воћа и грожђа.
У јужном делу насеља преовладава лес и чернозем.

## Демографија
У насељу Радановац живи 2.062 пунолетна становника, од тога 1.024 мушкараца и 1.038 жена.

## Привреда

### Саобраћај
Насеље лежи са северне стране Сегединског пута и улице Мира, које су део магистралног пута Суботица - Хоргош.

#### Саобраћајна инфраструктура
Укупна дужина путева у насељу износи 16 km, од чега је асфалтирана око половина.

### Индустрија
У насељу се налазе седишта неких предузећа:
"Рад промет“, „Ров“, расадник „Елстар“, „ПТП Радановац ДОО“ и други.

### Угоститељство
У насељу се налази ресторан домаће кухиње „Боемски салаш“.

## Култура

### Приредбе сталног карактера
Значајније годишње манифестације у насељу су:
"Дан месне заједнице“, „Сунчана јесен живота“, „Салашарско позориште“ (мађ. Tanyaszínház).